# Przeździedza
Przeździedza – wieś w Polsce położona w województwie dolnośląskim, w powiecie lwóweckim, w gminie Wleń, na Pogórzu Kaczawskim w Sudetach.

## Podział administracyjny
W latach 1975–1998 miejscowość administracyjnie należała do województwa jeleniogórskiego.

## Położenie
Niewielka wieś położona na Pogórzu Kaczawskim, u podnóża gór: Folwarcznej (347 m n.p.m.) i Grodziny (372 m n.p.m.).

## Historia
Pierwsze wzmianki datowane są na 1308 r. Rozgłosu osadzie nadali ówcześni Walonowie, odkrywając złotonośne pola zwane Alte Goldgruben oraz na zboczach góry Folwarcznej pokłady agatów. Od złotonośnych miejsc pochodzi nazwa strumienia przepływającego przez wieś – Złoty Potok. Prawdopodobnie do 1810 r. osada była własnością klasztoru Benedyktynek z Lubomierza.

## Stan obecny
Do niedawna w Przeździedzy działała kopalnia melafiru, jednak po utworzeniu, 16 listopada 1989, Parku Krajobrazowego Doliny Bobru wstrzymano wydobycie surowców. W kamieniołomie melafirów występują, jedyne w swoim rodzaju, agaty wstęgowe (szczelinowe).

## Demografia
Obecnie wieś zajmuje powierzchnię około 5,2 km² i liczy, według Narodowego Spisu Powszechnego (III 2011 r.) 75 mieszkańców.

## Zabytki
Po czasach świetności zachowały się wpisane do wojewódzkiego rejestru zabytki:
- zespół dworski, z XVII-XIX w.
  - dwór
  - park dworski

inne obiekty:
• dom przysłupowy wraz z kuźnią z 1751 roku z zachowanym warsztatem kowalskim
- zabudowania w stylu łużyckim i przydrożne kapliczki
- liczne sztolnie i wyrobiska są pozostałością po eksploatacji bogactw naturalnych, chętnie odwiedzane przez poszukiwaczy skarbów i kolekcjonerów